# False

false (с англ. — «ложь») — консольная команда UNIX-совместимых операционных систем, единственное действие которой — возвратить ненулевое значение (обычно 1). Такой код завершения рассматривается командной оболочкой UNIX как ненулевой код ошибки, то есть как логическое значение «ложь».
Команда часто применяется для того, чтобы создать видимость неудачного выполнения программы, например:
```
make … && false
```

Результат выполнения такой строки всегда будет неудачным.
Существует шутка, согласно которой программа false является более переносимой, чем true, так как даже если в системе нет соответствующей программы false, результат её вызова будет правильный — «ложь».